# Horisme clarkei
Horisme clarkei är en fjärilsart som beskrevs av Gordon J. Howes 1917. Horisme clarkei ingår i släktet Horisme och familjen mätare. Inga underarter finns listade i Catalogue of Life.